# Доркверд
Доркверд (нід. Dorkwerd) — село в нідерландській провінції Гронінген. Входить до муніципалітету Гронінген.
Його площа становить 2,03км², а населення станом на 2021 рік складало 75 осіб.
Перша згадка про населений пункт датується 1335 роком.

## Галерея

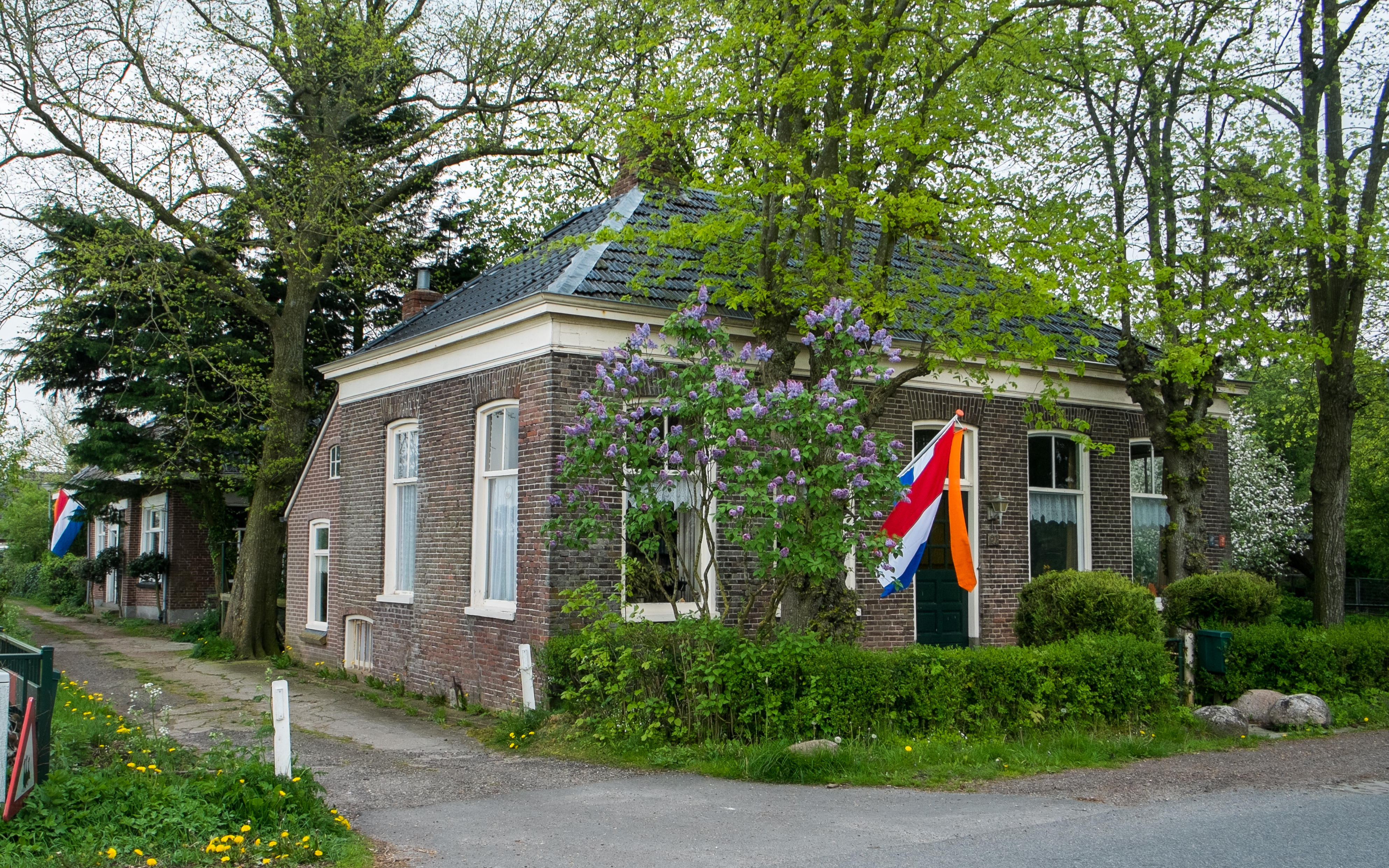
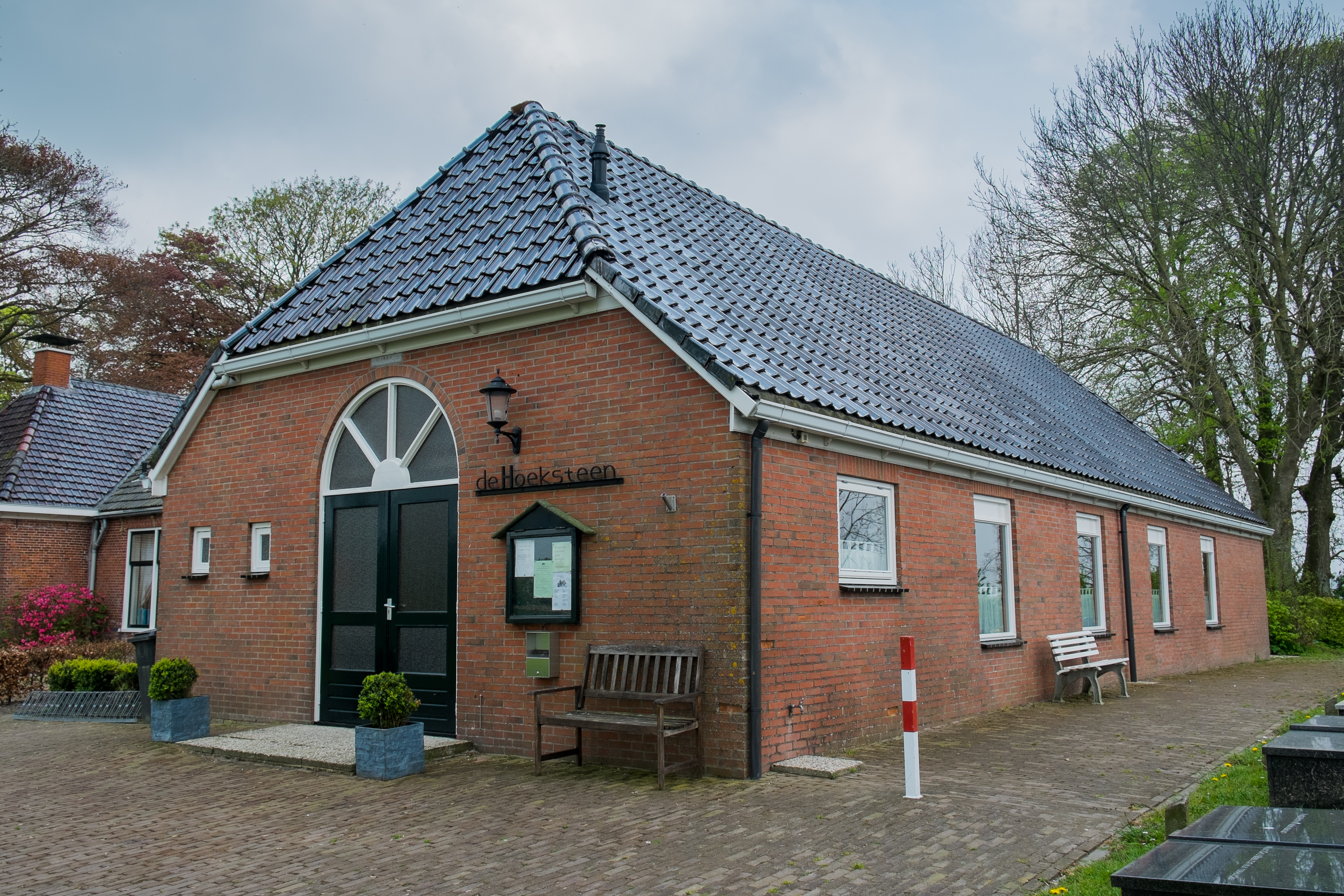
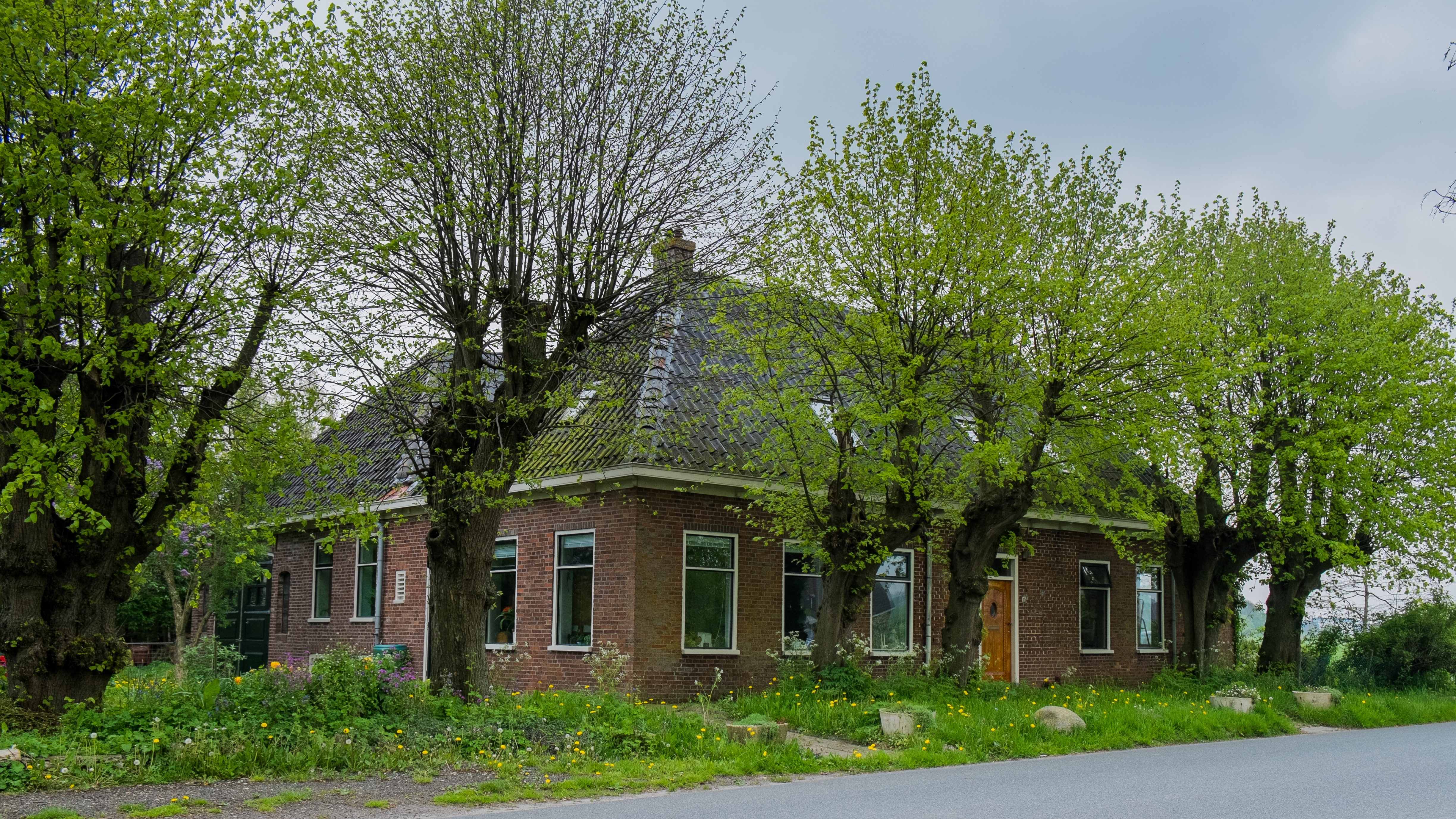
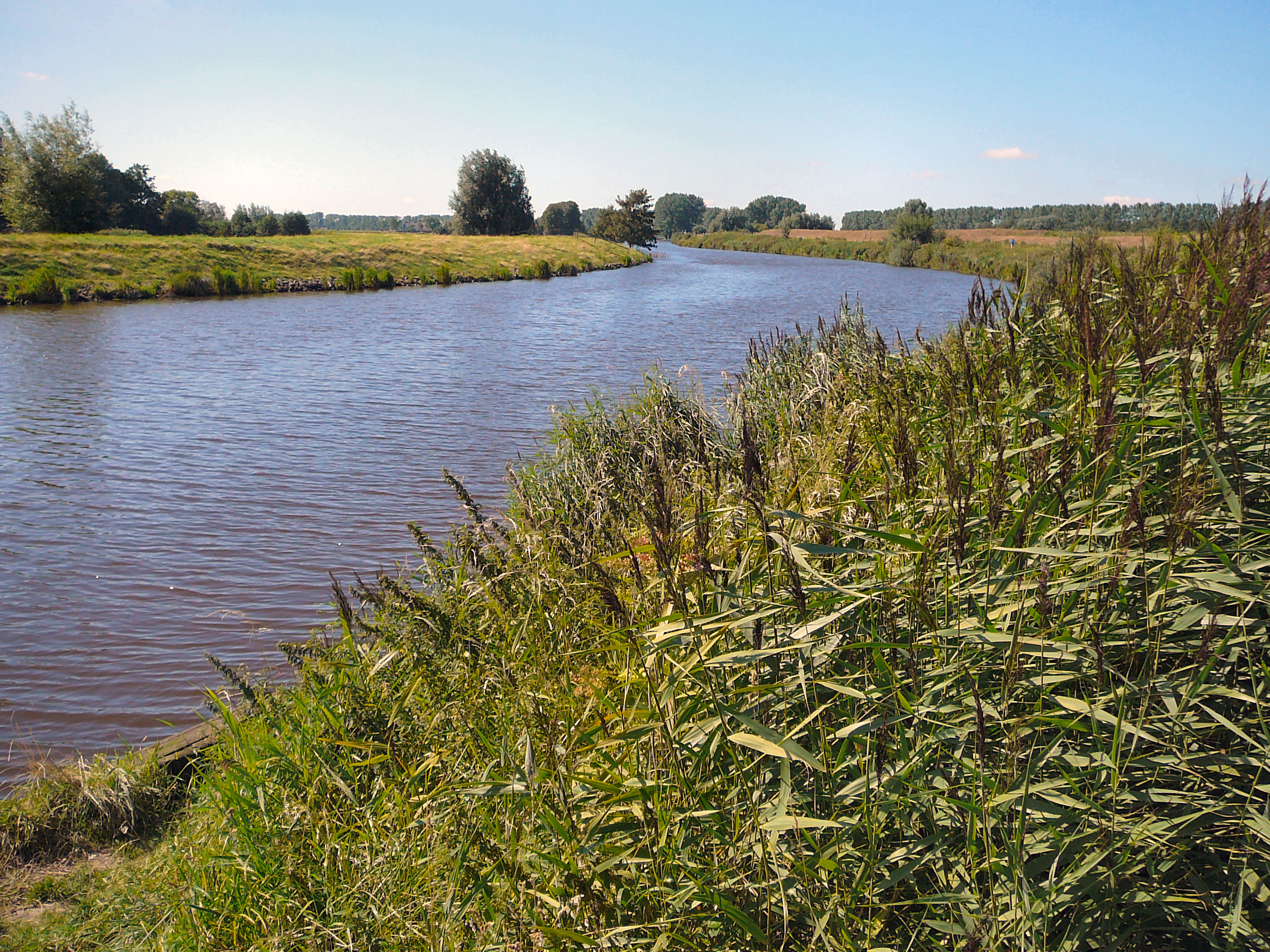